# Кано Масанобу
Кано Масанобу (яп. 狩野 正信) 1434? — 2 августа 1530? года, Киото) — японский художник, считается основателем школы живописи Кано. Был первым главным художником сёгуната Асикага (1333—1572), который не являлся дзэн-буддистом, но принадлежал дзэнской школе.

## Биография
Существуют две точки зрения относительно места рождения Кано Масанобу: либо в Идзу, либо в Канто . Его отец, Кано Кагэнобу, был самураем и художником-любителем . Масанобу положил начало линии профессиональных художников в семье. На него существенное влияние оказало творчества Сюбуна Тэнсё, так как он учился у Огури Сотана, который считается учеником и преемником Сюбуна. Масанобу работал в стиле суйбокуга — живопись тушью на бумаге или шелке, которая сформировалась на основе китайской традиции монохромной живописи, отличается графичностью и высокой выразительностью мазка.
Он получил профессиональное образование художника в традиционной буддийской живописи, которая характеризуется ярким колоритом. Однако несмотря на то, что Масанобу не был дзэн-буддийским монахом, его творчество ассоциируется с влиятельным на тот момент буддийским искусством Дзэн, так как они использовали ту же технику суйбокуга. 
Масанобу прибыл в столицу в середине XV века, он является первым человеком, который происходил из воинского сословия, ставшим профессиональным художником, при этом не став дзэн-буддийским монахом. Первое время, возможно, работал помощником Тосы Мицунобу, который являлся главой Академии Живописи . Его принятие как придворного художника Асикагой Ёсимасой, свидетельствует об изменениях в патронаже, которые позволяли независимым профессиональным художникам работать на высоких государственных должностях.
Первое упоминание о творчестве Масанобу относится в 1463 году, когда художнику было 29 лет, когда он получил заказ в буддийском храме Сёкокудзи, крупнейшем в Киото. Более поздние письменные источники показывают, что буддийские изображения продолжали быть частью творчества Масанобу на протяжении всей его творческой карьеры. Поэтому его можно отнести и к художникам эбусси (ebusshi, 絵仏師), которые специализировались в буддийской живописи.

## Наследие
Кано Масанобу считается основателем японской школы живописи Кано, которая была одной их самых влиятельных на протяжении периода Эдо вплоть до реставрации Мэйдзи.
Наиболее известными из работ Кано Масанобу, сохранившиеся до наших дней и атрибутированные— Чжоу Маошу (яп. Сю Масюку), любующийся цветами лотоса, и свиток, с изображением Хотэя. На первом свитке изображен пейзаж с обширным берегом, вдоль которого между лотосами проплывает лодка с двумя людьми. Эти работы являются самыми известными и представляют собой примеры сочетания пейзажной и фигуративной живописи в Японии XV века, создание которых связано с дзэн-буддизмом.
Другой тип живописных заказов Масанобу — буддийские свитки. Из них сохранилось два произведения: Триада Шакьямуни в храме Дайтокудзи в Киото и изображение бодхисаттвы Манджушри в Музее современного искусства в Гумме. 
Еще один жанр, в котором работал Масанобу — портрет. Сохранился портрет Асикаги Ёсихисы авторства художника.

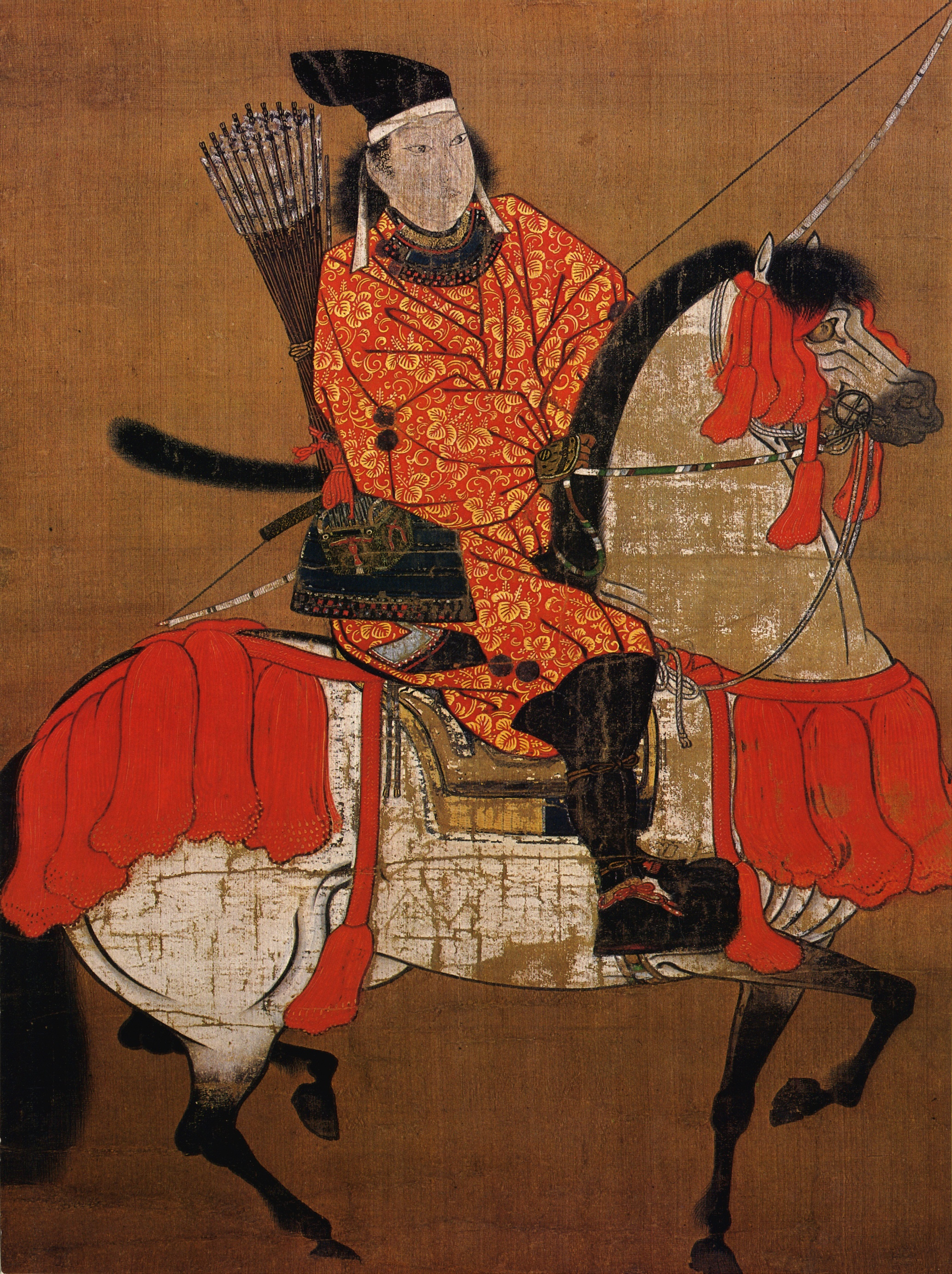
Портрет Асикаги Ёсихисы. Храм Джизо-ин, Киото.

Буддийские свитки, а также сохранившийся портрет авторства Кано Масанобу свидетельствуют о том, что художник работал не только в монохромной живописи тушью (канга), но и использовал цветные краски и золото (Ямато-э).
Отличительной особенностью его стиля стало совмещение живой, наполненной движением техники монохромной живописи суйбокуга и использования цветных красок, которые применялись в создании буддийских свитков.

### Список литературы
- Bridge of Dreams: the Mary Griggs Burke Collection of Japanese Art. a catalog from The Metropolitan Museum of Art Libraries.
- Quitman E. Philipps. Kano Motonobu and Early Kano Narrative Painting. PhD dissertation in History of Art, Berkeley: University of California, 1992.
- Quitman E. Philipps. The Practices of Painting in Japan, 1475-1500. California:  Stanford University Press, 2000.
- Tanaka Ichimatsu. Japanese Ink Painting: Shobun to Sesshu. Weatherhill, 1980.
- Matsushita Takaaki. Ink Painting. Arts of Japan 7. (English and Japanese Edition). Tuttle Pub, 1974.